# Thomas Kure
 (décembre 2024).
Thomas Kure, né le 15 décembre 1988 à Lagos, est un haltérophile handisport  Nigérian concourant en -65 kg. Il représente le Nigéria aux Jeux paralympiques d'été de 2024.

## Biographie
Thomas Kure est né le 15 décembre 1988 à Lagos au Nigeria. Enfant, il est atteint d’un dysfonctionnement neurologique évolutifempêchant la croissance normale de ses membres inférieurs.
En 2022, il participe aux jeux du Commonwealth en Angleterre dans la catégorie de -72kg où il décrochera la 4ème place. Il est qualifié au championnat senior du monde de para haltérophilie en 2021 en Géorgie où il finit à la 5ème place. Durant ce même championnat deux années plus tard dans la ville de Dubai, il bat son propre record et réussi à soulever 200kg, il termine 3ème avec une médaille de bronze.
Cette distinction lui permet de participer au jeu paralympiques 2024. Il est le seul homme dans sa discipline face à 7 autres compatriotes féminines. Ses précédentes performances le prédispose à la 3ème place derrière Bose Omolayo et Folashade oluwafemiayo mais il achève la compétition à la 5ème place après sa défaite durant le passage du levée des 205kg.

## Palmarès
Coach: Patience Igbiti 
Nationalité: Nigériane
| Année | Compétition                                       | Pays                | Catégorie | Poids levée | Rang | Distinction        |
| ----- | ------------------------------------------------- | ------------------- | --------- | ----------- | ---- | ------------------ |
| 2021  | Championnat senior du monde de para haltérophilie | États-Unis          | -65kg     | 132,5kg     | 5    | Aucune             |
| 2022  | Jeu du Commonwealth                               | Angleterre          | -72kg     | 190kg       | 4    | Aucune             |
| 2023  | Championnat senior du monde de para haltérophilie | Emirats Arabes Unis | -65kg     | 200kg       | 3    | Médaille de Bronze |
| 2024  | Jeu paralympique                                  | France              | -65kg     | 205kg       | 5    | Aucune             |